# Svatopluk (Böhmen)

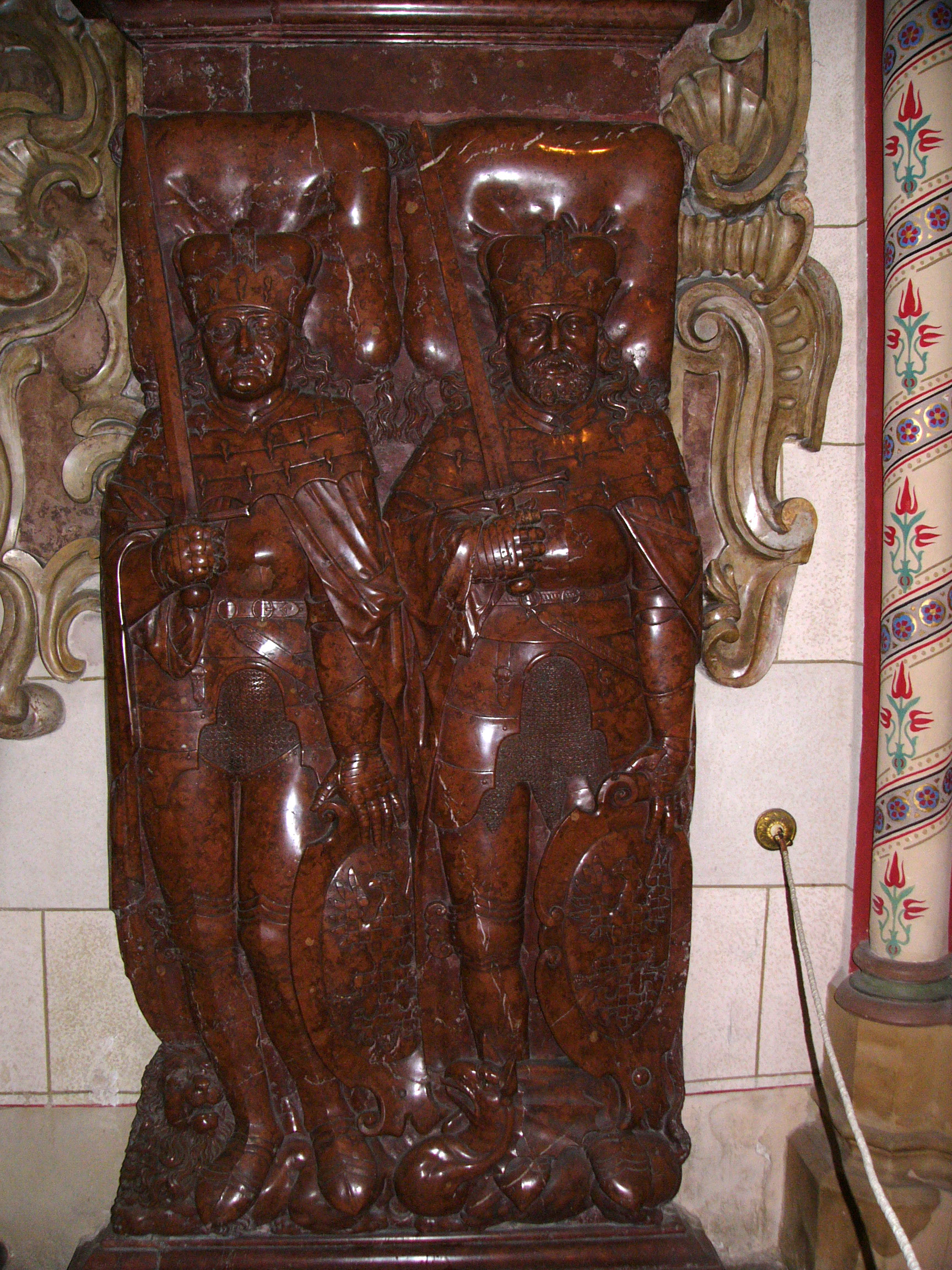
Svatopluk und sein Sohn Václav, Wenzelsdom in Olmütz (Tschechien)

Svatopluk von Olmütz (tschechisch: Svatopluk Olomoucký; † 21. September 1109) war ein böhmischer Fürst aus dem Geschlecht der Přemysliden.
Entsprechend dem Senioratsprinzip sollte Svatopluk, der älteste Sohn von Otto I. von Olmütz (tschechisch Ota I. Olomoucký) und Euphemia von Ungarn (tschechisch Eufemie Uherská), nach dem Tod von Vratislav II. böhmischer Herzog werden. Auf dem Thron setzte sich jedoch Břetislav II. durch. Nach dessen Tode geschah ähnliches, als der jüngere Bruder des Břetislav, Bořivoj II. den Thron für sich beanspruchte.
Svatopluk versuchte seit 1105 seinen Thronanspruch durch Feldzüge durchzusetzen, was ihm zunächst misslang. Durch Intrigen schaffte er es 1107, Bořivoj abzusetzen. Bei dem Versuch, seine Krönung vom Kaiser Heinrich V. legitimieren zu lassen, wurde er verhaftet. Für ein Lösegeld von zweieinhalb Tonnen Silber sollte er freigelassen werden, eine Summe, die er nicht aufbringen konnte. Schließlich versprach Svatopluk die Zahlung von zwei Dritteln der Summe und die Teilnahme an einem Krieg gegen Ungarn und wurde freigelassen.
Für dieses Wohlwollen, das ihm Kaiser Heinrich V. bei der Throneroberung entgegenbrachte, half ihm Svatopluk bei den Kriegen gegen Ungarn und Polen. 1108, beim Kriegszug nach Ungarn, schloss sich Svatopluk mit seinem Heer dem Kaiser an. Da aber zur gleichen Zeit Bolesław III. Schiefmund von Polen über Schlesien nach Böhmen einfiel, musste sich der böhmische Herzog zurückziehen, um das eigene Land zu beschützen. Es wird vermutet, dass die Polen vom Geschlecht der Vršovci, die selbst Ansprüche auf die böhmische Krone erhoben, gerufen wurden (Kosmas von Prag erzählt über ein Treffen der Svatopluk-Gegner auf der Schweinhausburg in Schlesien). Svatopluk kehrte nach Böhmen zurück, verjagte das polnische Heer und rottete 1108 das Geschlecht der Vršovci aus. Beim späteren Feldzug gegen Ungarn verlor er in Mähren ein Auge. Als er mit Heinrich V. nach Schlesien zog, wurde er 1109 aus dem Hinterhalt ermordet.
Mit einer nicht näher genannten Ehefrau hatte er den Sohn Wenzel I. (Václav).